# Toonami (műsorblokk)
A Toonami egy műsorblokk az Adult Swim-en, amelyet régen a Cartoon Networkön sugároztak. A műsor először 1997. március 17-én került adásba, és Amerikában 2008. szeptember 20-án szűnt meg. Közel négy évig szünetelt, 2012. május 26. óta megújult arculattal és logóval látható az amerikai Adult Swimen. A műsorvezető neve Tom, és „a sugárzás az űrből jön”.
Címe egy szóösszerántás, ami a tsunami (cunami) és a cartoon (rajzfilm) szavak összevonásával jött létre.

## Magyarországon
Magyarországon 2002. november 4-én kezdte sugározni a CN. Ebben a programblokkban különítették el az akció műfajú rajzfilmeket. 2006. szeptember 3-án megszűnt. Mióta megszűnt az akciórajzfilmek nincsenek elkülönítve a többi rajzfilmsorozattól.

### Műsorai
- B-Daman
- Batman of the Future
- Ben 10
- Chris Colorado
- Csillagok háborúja: Klónok háborúja
- Az igazság ligája
- Az igazság ligája: Határok nélkül
- Jonny Quest
- Megas XLR
- Ozzy és Drix
- A párbaj mesterei
- Saolin leszámolás
- Szamuráj Jack
- Tini titánok
- Transformers: Cybertron
- Transformers: Energon
- Az univerzum védelmezői
- X-Men: Evolúció

### Logó
A Toonaminak saját logója volt, amely a Cartoon Network logójával azonos helyen volt látható. A két logó forgott egymás körül.

## Logók

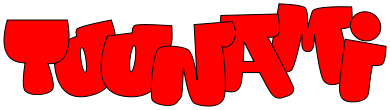
A Toonami logója 1997. március 17. és 1999. január 22. között.
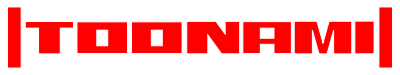
A Toonami logója 1999. január 25. és 1999. július 9. között.
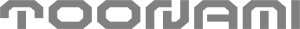
A Toonami logója 1999. július 10. és 2000. február 19. között.
A Toonami logója 2000. február 21. és 2003. március 14. között, illetve 2017. március 18. és 2017. április 15. között.
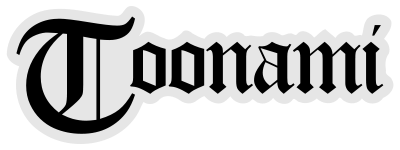
A Toonami logója 2003. március 17. és 2004. április 16. között.
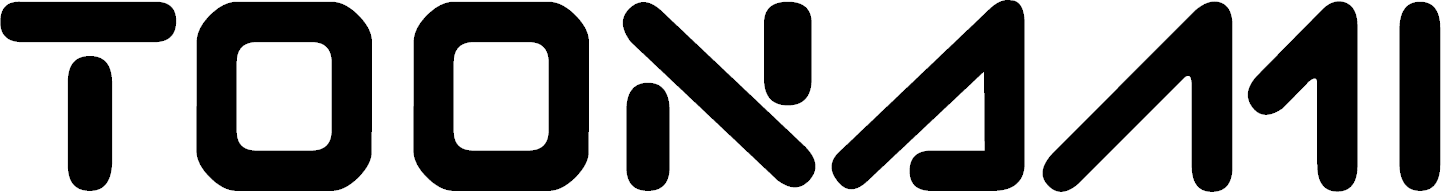
A Toonami logója 2004. április 17. és 2007. március 10. között, illetve 2012. május 26. és 2013. április 27. között.
A Toonami logója 2007. március 17. és 2008. szeptember 20. között.
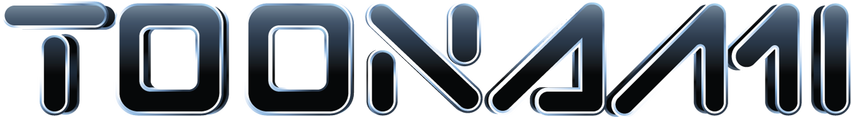
A Toonami Ázsiai logója 2012. december 1. és 2018. március 31. között
A Toonami logója 2013. április 27. és 2014. április 5. között, illetve 2015. november 7. és 2015. december 19. között.
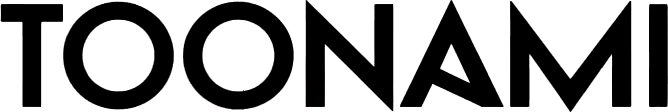
A Toonami logója 2014. április 5. és 2015. december 19. között.
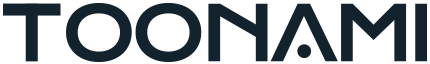
A Toonami logója 2015. december 19. és 2016. november 26. között.
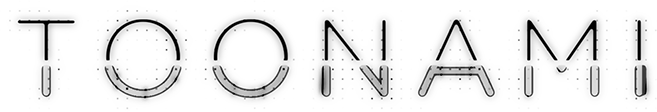
A Toonami logója 2016. december 4. és 2018. május 26. között.
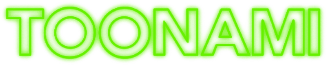
A Toonami logója 2018-ban.